# Rajko Brežančić
Rajko Brežančić (Servisch: Рајко Брежанчић) (Vlasenica, 21 augustus 1989) is een Servisch profvoetballer die bij voorkeur als verdediger speelt.

## Clubcarrière
Brežančić speelde tot 2002 in de jeugdopleiding van Radnički Nova Pazova, waarna hij vertrok naar Partizan Belgrado. Op 14 maart 2009 maakte hij zijn debuut voor Partizan in de competitiewedstrijd tegen FK Cukaricki, welke met 2-0 gewonnen werd. Brežančić begon in de basis en speelde de volledige 90 minuten. Na een half jaar waarin hij tot 7 optredens kwam, werd hij verhuurd aan tweedeklasser FK Bežanija. Hierna volgde nog een korte verhuurperiode aan satellietclub FK Teleoptik, waarna hij in augustus 2010 transfervrij vertrok naar FK Metalac. Hij werd opnieuw verhuurd aan FK Bežanija en na de verhuurperiode was de club overtuigd genoeg om hem definitief te binden. Brežančić speelde in de twee jaren die volgden 58 wedstrijden voor FK Bežanija, waarin hij ook zijn eerste 2 doelpunten scoorde in het profvoetbal. Vervolgens vertrok hij naar FK Cukaricki. In 61 optredens wist hij 2 keer het net te vinden.
Op 4 augustus 2015 tekende Brežančić een driejarig contract bij AZ, de nummer 3 van het voorgaande seizoen in de Eredivisie, dat hem voor €600.000 overnam. Brežančić was op 21 augustus 2015 echter pas speelgerechtigd, nadat zijn pasje gedrukt was door de IND. Hij speelde zijn eerste wedstrijd in het shirt van AZ op 24 augustus 2015 namens Jong AZ in de competitiewedstrijd tegen Jong De Graafschap. De wedstrijd werd met 1-0 gewonnen en Brežančić speelde de volledige wedstrijd. Op 12 september 2015 debuteerde Brežančić in de A-selectie. In de wedstrijd tegen De Graafschap startte hij in de basis als vervanger van de geblesseerde Ridgeciano Haps. Hij maakte in het duel zijn eerste doelpunt voor de Alkmaarders. Na 13 minuten zette Brežančić – de bal veranderde van richting door Robin Pröpper – de 0–1 op het scorebord.
Op 29 augustus 2016 werd zijn contract ontbonden en dezelfde dag verbond Brežančić zich voor een jaar, met optie op nog twee seizoen, aan het Spaanse SD Huesca dat uitkomt in de Segunda División A. Deze optie werd enkele maanden later gelicht waardoor hij tot medio 2019 vast kwam te liggen. Via Málaga CF keerde hij in 2019 terug bij Partizan.
Op 21 juni 2019 tekende Brežančić een contract voor drie jaar bij Partizan, waarmee hij na negen jaar terugkeerde bij de club. Hij speelde zestien wedstrijden in alle competities in zijn eerste seizoen terug bij de club en scoorde een doelpunt in een 2-2 gelijkspel in de uitcompetitie tegen Napredak Kruševac. Na de aanstelling van Aleksandar Stanojević als coach in september 2020, speelde Brežančić slechts in twee officiële wedstrijden in zijn laatste twee seizoenen. In het seizoen 2022/23 kwam de verdediger uit voor competitiegenoot Radnički Beograd.
Na een periode van bijna twee jaar zonder club ging de destijds 35-jarige Brežančić aan de slag bij FK Bežanija. Het werd zijn derde periode bij deze club, na eerder in 2008 en 2011 de clubkleuren gedragen te hebben. Vanwege financiële problemen was FK Bežanija in 2019 door de bond teruggezet naar het zesde niveau en dusdoende kwam het ten tijde van de komst van Brežančić uit in de regionale competitie rond Belgrado.  

## Interlandcarrière
Brežančić zat bij de selectie van Servië –21 voor het Europees kampioenschap voetbal onder 21 in 2009, maar kwam niet aan spelen toe. Hij bleef tijdens de drie groepswedstrijden op de reservebank. Brežančić speelde in 2009 en 2010 in totaal acht interlands in het elftal van Jong Servië, waarin hij eenmaal trefzeker was.